# 雨致衰减
雨致衰减（英語：rain fade, rain attenuation），简称雨衰减、雨衰，是指微波信号因大气中的雨、雪、冰导致信号减弱的现象。由雪导致的信号减弱现象称为雪衰，雨雪共同作用时则称为雨雪衰。通常频率越高，衰减越大，对于10 GHz以上的通信，就必须考虑雨衰对信号的影响。
解决雨衰的可行方法有站址分集、上行功率控制、信道编码、抗雨衰的纠错编码、传输速率自适应技术、业务分集。除此之外，还可以更换较大的接收天线、在接收设备上涂上疏水涂料，目前只有超疏水性的物质，如莲叶，可以抗雨、雪、冰。